# Farhiya Abdi
Farhiya Abdi, née le 31 mai 1992 à Brännkyrka (Suède), est une joueuse suédoise de basket-ball.

## Biographie
Après une première saison difficile à Brno (8,3 points à 26% d'adresse en Euroligue), elle s'impose l'année suivante avec 15,8 points de moyenne pour 46% d'adresse et 6,1 fautes provoquées par rencontre, meilleure de l'Euroligue dans cet exercice. Avec Kosice en 2013-2014, ses statistiques personnelles sont de 8,2 points et 2,6 rebonds en Euroligue et de 8,5 points et 4,8 rebonds en Ligue d'Europe centrale avant de rejoindre la saison suivante une autre formation d'Euroligue, le club polonais de Wisła Cracovie.
Lors de la Draft WNBA 2012, elle est choisie en 13e position. Elle a un rôle modeste à hauteur de 2 points par rencontre environ tant dans son année rookie que sa seconde saison avec les Sparks de Los Angeles.
Après une saison européenne 2014-2015 à Varsovie (10,8 points, 4,3 rebonds et 2,7 passes décisives en Euroligue) puis la saison WNBA 2015 avec les Sparks de Los Angeles, elle signe en septembre pour le club turc de BGD.
En octobre 2022, après une saison  où elle a joué pour Kayseri (8,8 points et 3,8 rebonds en 26 minutes de moyenne en championnat), elle est engagée par Bourges.

## Équipe nationale
Après une belle carrière dans les sélections de jeunesse, elle ne joue qu'une rencontre lors des qualifications de l'Euro 2013 le 16 juin 2012, pour une victoire 78 à 69 face aux Espagnoles, pour se consacrer à ses débuts en WNBA. Toutefois, elle annonce en août 2014 vouloir disputer l'Euro 2015,.

## Clubs
| Saisons   | Équipe               | Pays      |
| ?         | O8 Stockholm         | Suède     |
| 2011-2013 | BK Brno              | Tchéquie  |
| 2013-2014 | Good Angels Košice   | Slovaquie |
| 2014-2015 | Wisła Cracovie       | Pologne   |
| 2015-2016 | Gelistirenler SK     | Turquie   |
| 2016-2017 | Maccabi Ashdod       | Israël    |
| 2017-2018 | Mersin BŞB           | Turquie   |
| 2018-2019 | Galatasaray          | Turquie   |
| 2020-2020 | Adana Botaş          | Turquie   |
| 2021-2022 | Kayseri Kaski        | Turquie   |
| 2022-     | Tango Bourges Basket | France    |

WNBA
- 2013-2015 : Sparks de Los Angeles

## Palmarès
- Championne d'Europe des 20 ans et moins (Division B) en 2011[9]
- Coupe de Tchéquie 2013 [10]